# Tatjana Awierina
Tatjana Borisowna Awierina, po mężu Barabasz, ros. Татьяна Борисовна Аверина-Барабаш (ur. 25 czerwca 1950 w Gorkim, zm. 22 sierpnia 2001 w Moskwie) – rosyjska panczenistka reprezentująca ZSRR, wielokrotna medalistka olimpijska i wielokrotna medalistka mistrzostw świata.

## Kariera
Pierwszy sukces w karierze Tatjana Awierina osiągnęła w 1974 roku, kiedy podczas wielobojowych mistrzostw świata w Heerenveen zdobyła srebrny medal. W zawodach tych wyprzedziła ją jedynie Atje Keulen-Deelstra z Holandii, a trzecie miejsce zajęła kolejna radziecka zawodniczka, Nina Statkiewicz. Wynik ten powtórzyła na mistrzostwach świata w Assen w 1975 roku, tym razem rozdzielając Karin Kessow z NRD oraz Sheilę Young z USA. Najlepsze wyniki osiągnęła podczas rozgrywanych w 1976 roku igrzysk olimpijskich w Innsbrucku. Stanęła na podium w każdym z rozgrywanych biegów, w tym na dystansach 1000 i 3000 metrów była najlepsza, a w biegach na 500 i 1500 m zajmowała trzecie miejsce. Na najkrótszym dystansie lepsze były tylko Sheila Young i Kanadyjka Cathy Priestner, a na 1500 m wyprzedziły ją jej rodaczka Galina Stiepanska i Sheila Young. W tym samym roku była też druga za Sylvią Burką z Kanady podczas mistrzostw świata w Gjøvik. Ostatni medal zdobyła w 1978 roku, zwyciężając na wielobojowych mistrzostwach świata w Helsinkach. W 1979 roku wyszła za mąż i od tej pory startowała pod nazwiskiem Awierina-Barabasz. Brała udział w igrzyskach olimpijskich w Lake Placid w 1980 roku, jednak w swoim jedynym występie, biegu na 1500 m, zajęła dopiero 18. miejsce. Zajęła też między innymi szóste miejsce na mistrzostwach Europy w Leningradzie w 1971 roku oraz na mistrzostwach świata w wieloboju sprinterskim w Inzell w 1979 roku. Była mistrzynią ZSRR w wieloboju w 1979 roku, a w latach 1973-1975 zwyciężała w wieloboju sprinterskim.
Ustanowiła łącznie 13 rekordów świata (w tym dwa nieoficjalne).
Zmarła w 2001 roku na raka żołądka.

### Mistrzostwa świata
- Mistrzostwa świata w wieloboju
  - złoto – 1978
  - srebro – 1974, 1975, 1976